# Erik Satie
Éric Alfred Leslie Satie, artiestennaam: Erik Satie (Honfleur, 17 mei 1866 – Parijs, 1 juli 1925) was een Franse componist en pianist. Satie leidde het leven van een bohemien en was maatschappelijk een buitenstaander. Hij werd gezien als een kolderieke zonderling en provocateur. Zijn oeuvre, dat vooral uit piano- en toneelwerken bestaat, raakte na zijn dood in de vergetelheid. Niettemin oefende hij tijdens zijn leven invloed uit op andere componisten zoals Claude Debussy, Maurice Ravel, Darius Milhaud, Edgard Varèse en Francis Poulenc, en later ook op John Cage. De Amerikaan Cage was het ook die in de jaren 40 op het modernisme van Satie wees en daarmee de aanzet gaf voor een nieuwe receptie-esthetiek van Saties werken. Edgard Varèse heeft over Saties muziek gezegd dat die hem herinnerde aan Dantes Inferno en hem opviel als een soort pre-elektronische muziek."
Satie heeft in Nederland vooral bekendheid gekregen dankzij de componist, musicus en dirigent Reinbert de Leeuw. Hij maakte plaat- en cd-opnamen van Saties pianomuziek (Œuvres de jeunesse pour piano) en gaf met zijn welbewust sobere speelwijze de aanzet tot de grote populariteit van de componist. 

## Levensloop

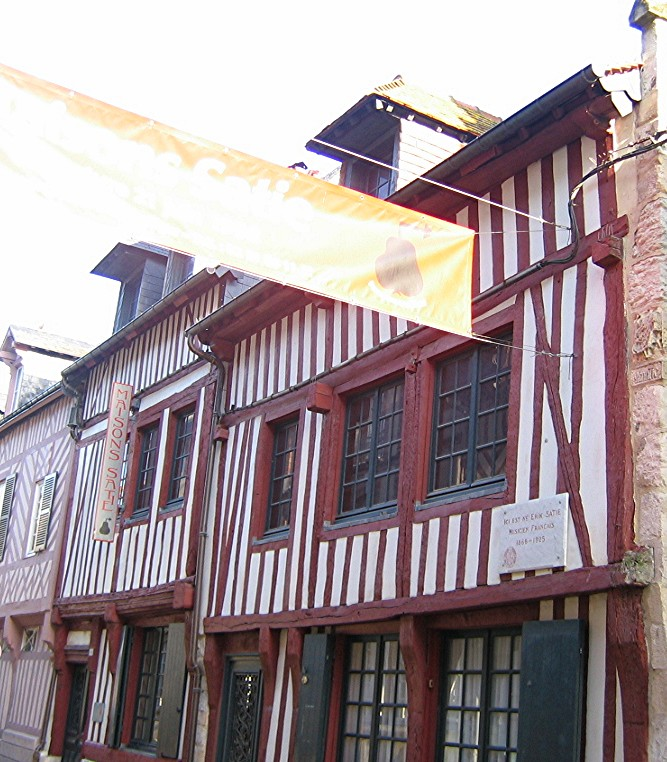
Huis van Satie in Honfleur, Normandië

### Jeugd en opleiding
Na eerst privémuzieklessen gevolgd te hebben, studeerde Satie vanaf 1879 aan het Conservatoire national supérieur de musique in Parijs. In 1882 werd hij vanwege zijn zwakke prestaties in de voorbereidingsklas voor piano uitgeschreven, maar vanaf 1883 bezocht hij als gaststudent de colleges over harmonie. In 1885 studeerde hij opnieuw in een pianoklas, maar het volgende jaar staakte hij de studie. Van 1905 tot 1925 studeerde hij aan de Schola Cantorum bij Albert Roussel en Vincent d'Indy.

### Artistieke omgeving
In 1887 vertrok Satie naar Montmartre. Die plaats, toen nog aan de rand van Parijs gelegen, was rustiek, maar had veel cafés en cabarets, en telde daarom ook veel kunstenaars: acrobaten, kunstschilders, muzikanten en schrijvers. Hij genoot van de stimulerende sfeer in deze van alle maatschappelijke dwang bevrijde omgeving. Hoewel Satie uit een welgestelde familie afkomstig was, leefde hij een groot deel van zijn leven in armoede. Hij was genoodzaakt om als cabaret- en barpianist in zijn levensonderhoud te voorzien. Hij trad voornamelijk op voor café- en variétépubliek, onder meer in het cabaret Le Chat Noir en later in de Auberge du Clou.

### Rozenkruiser
In 1889 ontmoette Satie Joséphin Péladan, de grootmeester van het jaar daarvoor weer opgerichte Orde van de Rozenkruisers. Aangetrokken door de spirituele mengeling van religie, mystiek en cultus, die uit de middeleeuwen dateerde, en muzikaal geïnspireerd door Richard Wagner, werd hij de huiscomponist van de Orde. In 1892 kwam er een einde aan deze betrekking, omdat hij een andere muzikale voorkeur koesterde. Hij stichtte een eigen kerk, de Église métropolitaine d’art de Jésus-Conducteur, al bleef hij nog wel enige tijd lid van de Rozenkruisers.

### Debussy en Ravel

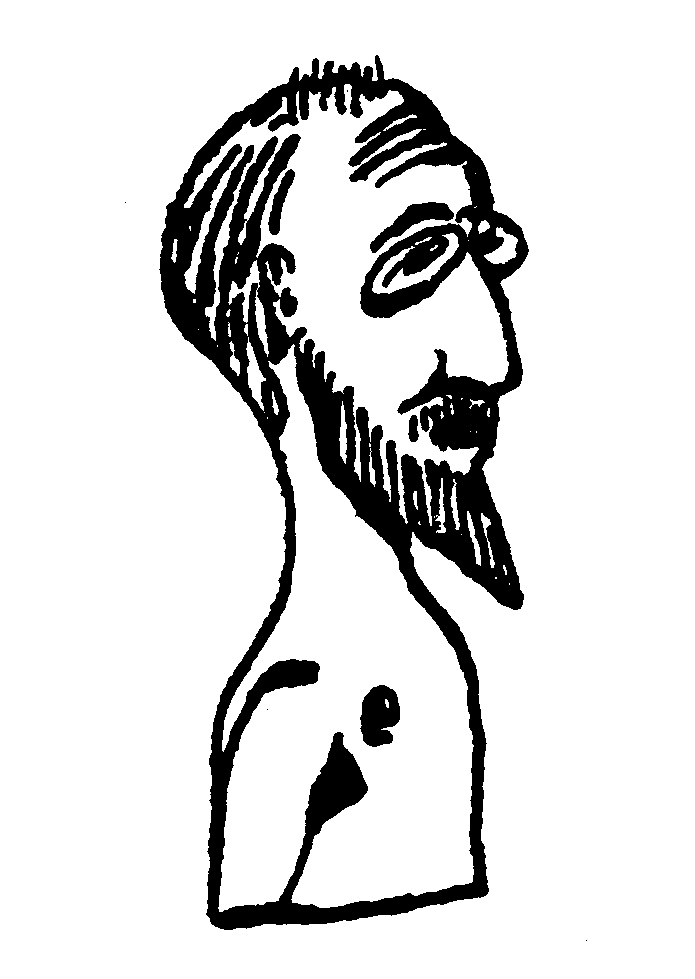
Zelfportret, 1924

In 1891 kwam hij in contact met Claude Debussy in de Auberge du Clou; er ontwikkelde zich een levenslange, maar niet altijd eenvoudige, vriendschap tussen de twee mannen. Ook Maurice Ravel kende Satie goed. Vanaf 1911 zetten Debussy en Ravel zich op concerten van de Société Musicale Indépendente in voor Saties werken en zo kreeg Satie voor het eerst enige bekendheid en waardering bij het publiek.

### Compositietechniek
Beïnvloed door de middeleeuwse muziek en bouwkunst componeerde Satie voornamelijk volgens het principe van de bouwdoos. Daarmee vond hij een oplossing voor het probleem van zijn geringe muziektheoretische kennis. Hij gebruikte enkele geprefabriceerde elementen, die hij onafhankelijk van conventionele parameters als melodiek, ritme en harmoniek hanteerde. Zonder vaste reeks, vrij inwisselbaar en herhaalbaar, volledig of gedeeltelijk, kon ieder van deze elementen op verschillende toonhoogten aaneengeschakeld worden, zodat een neutrale leidtoon en daarmee een statische klankband ontstond.

### Satie en de Modernen
Door zijn toepassing van vrij gecombineerde en repetitieve elementen liep Satie in de jaren 1890 vooruit op een techniek die pas in de tweede helft van de twintigste eeuw belangrijk zou worden, namelijk in de seriële muziek en de aleatorische muziek. Zijn gelijkberechtigde en rigoureuze aanwending van eenvoudige middelen stond in scherp contrast met de monumentale, gewichtige compositiestijl van de late romantiek, in het bijzonder met de muziek van Richard Wagner.

### Esthetiek
Satie streefde naar een toneelmuziek die niets anders zou zijn dan decor, klinkende sfeer. In 1918 deed hij voor het eerst een poging om dit idee in zijn symfonisch drama Socrate te realiseren. Hij zelf sprak in 1920 van Musique d'ameublement (meubileringsmuziek). Doordat de muziek niets dan klankachtergrond is, die men uitsluitend oppervlakkig of überhaupt niet waarneemt, worden verdubbelingen tussen actie en muziek vermeden. De actie staat op de voorgrond; de muziek is onafhankelijk van welk detail dan ook, maar evoceert de sfeer van een scène.

### Satie en Cocteau

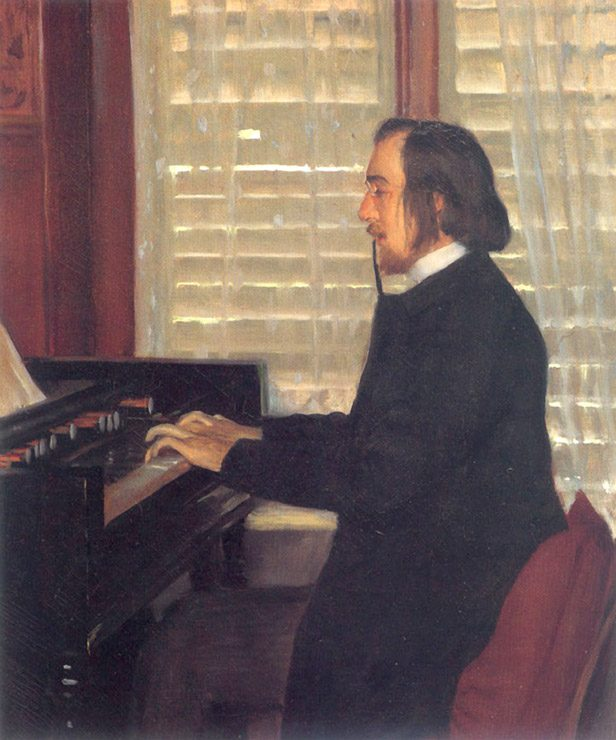
Erik Satie door Santiago Rusiñol (1890)

In 1916 werd Satie door de kunstschilderes Valentine Hugo in contact gebracht met de schrijver Jean Cocteau. De eerste uitvoering van zijn ballet Parade (voor orkest en typemachine) dat jaar veroorzaakte een schandaal. Daarmee was in één klap zijn reputatie als componist gevestigd. Satie schreef het ballet samen met Cocteau en Picasso, voor de Russische impresario Sergej Diaghilev, leider van de Ballets Russes. Alhoewel zij verschillen van inzicht hadden tijdens de creatie van hun gezamenlijke ballet Parade, zette Cocteau zich in toenemende mate in voor de muziek van Satie en hij droeg met zijn geschriften ertoe bij, dat Satie bij het publiek steeds bekender werd. In 1918 noemde hij de muziek van Satie in zijn Le coq et l'arlequin als de eigenlijk moderne en zelfstandig Franse muziek. Zo werd het werk van Satie na de Eerste Wereldoorlog tot een voorbeeld voor de nieuwe oriëntatie van de Franse muziek.

### Satie-school
Dankzij de aandacht van Cocteau voor Satie, begonnen ook jonge musici zich steeds meer te interesseren voor zijn muziek, onder meer George Auric, Darius Milhaud, Francis Poulenc, Germaine Tailleferre, Arthur Honegger en Louis Durey. Zij werden al spoedig door het publiek als leerlingen van Satie gezien en benoemd als de Groupe des Six. Satie zelf zag zich niet als inspirator van een bepaalde school. Hij distantieerde zich van deze zienswijze.

### Werkperiodes
Satie schreef muziek voor theater en ballet en componeerde daarnaast veel pianomuziek. Zijn composities worden getypeerd als origineel, humoristisch, vaak bizar, banaal en minimalistisch. Een deel van zijn muziek noemde Satie Musique d'ameublement, omdat hij sommige genres verbond met thema's uit het dagelijks leven. Bovendien ademt Saties muziek de a(nti)-romantiek en kan hij als een tegenstander van het impressionisme in de muziek beschouwd worden.
Zijn oeuvre laat zich grofweg in vier tijdsperioden indelen. Vanaf 1884 ontstonden vooral pianowerken en de Rozenkruiser-stukken. In het midden van de jaren 1890 volgde muziek voor café en cabaret. Na afloop van zijn contrapuntstudies in 1908 componeerde hij opnieuw hoofdzakelijk pianomuziek. Vanaf 1916 volgde de fase van veelvoudige producties, waaronder balletten, piano- en filmmuziek, liederen en het symfonisch drama Socrate.

### Eigen stijl
Satie gaf zijn pianostukken titels als Op een boot, Over een lantaarn, of Over een helm. Hij verfraaide de partituren van deze composities met allerlei geschreven opmerkingen, waarmee hij de uitvoerder aanmoedigde een verhaal te vertellen met zijn muziek.
In het jaar 1898 wilde Satie weg uit Parijs en vertrok daarom naar – het toen nog landelijke –
Arcueil (dêpartement Val-de-Marne). Hij verliet iedere werkdag zijn appartement, om te voet naar zijn studio in het centrum van Parijs te gaan, een afstand van circa tien kilometer. Hier bracht hij de dag al componerend door. 's Avonds liep hij de hele afstand weer terug, om zich terug te trekken in de eenzaamheid. Gedurende de 27 jaar dat hij hier heeft gewoond, is er niemand bij hem in huis geweest.
Velen hebben met Satie gecorrespondeerd. Zij kregen in de regel prompt antwoord, maar na Saties overlijden ontdekte men achter zijn vleugel stapels nooit geopende enveloppen: Satie las een deel van zijn post dus nooit.

## Satie en Debussy

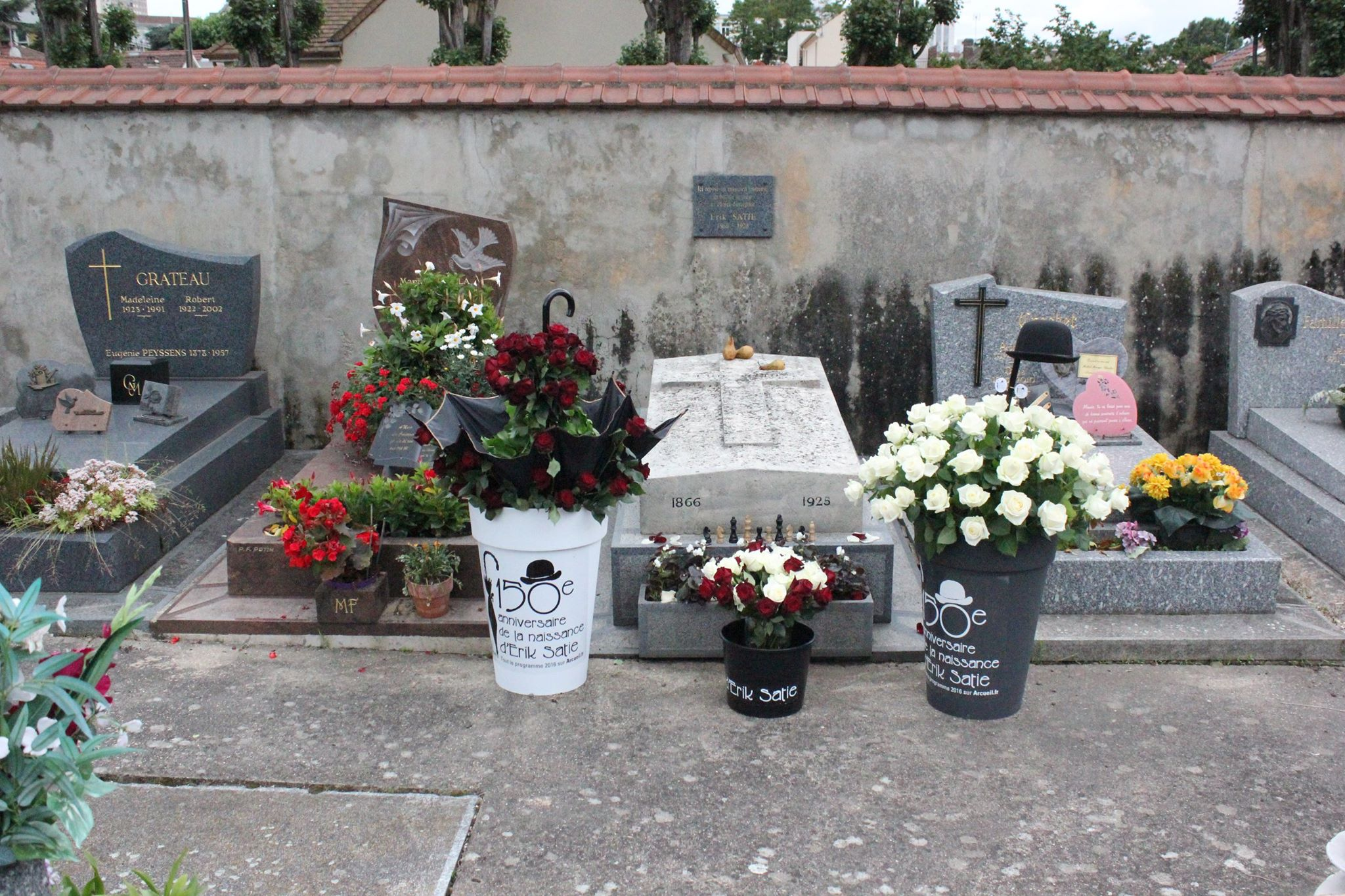
Gezicht op het graf van Erik Satie in het midden.

Satie en Claude Debussy waren goede vrienden. Debussy zou stukjes Satie in zijn werk hebben overgenomen. Satie was hiervan op de hoogte maar bleef er erg bescheiden onder, getuige onderstaande dialoog uit het boek van Victor-Émile Michelet, Les Compagnons de Hiérophanie (1937):
Tijdens een concert van Debussy zei iemand tegen Satie:
“Hé! Dit is een muzikale frase van Debussy die erg op Satie lijkt!”
Waarop Satie antwoordde:
“Ja, het ís Satie, maar Debussy doet het veel beter dan ik!”

## Composities

### Werken voor orkest
- 1902 The Angora Ox, voor groot orkest
- 1915 La Mer est pleine d'eau..., voor orkest
- 1915 Cinq Grimaces pour "Le Songe...", voor orkest
- 1916 Fables de la Fontaine, voor orkest
- 1917-1918 Socrate, symfonisch drama in 3 delen - première: 3 april 1918, Salon van de Prinses Edmond de Polignac (privé); 7 juni 1920, Parijs, Salle Erard - tekst: Plato, in de Franse vertaling van Victor Cousin
- 1921 Alice au Pays de Merveilles (is verloren gegaan)
- 1921 La Naissance de Vênus (is verloren gegaan)
- 1921 Supercinéma (is verloren gegaan)
- 1923 Suite d'Archi danses (is verloren gegaan)
- 1923 Couleurs (is verloren gegaan)
- 1923 Paul & Virginie, voor viool en orkest
- 1924 Concurrence (is verloren gegaan)
- 1924 Quadrille (is verloren gegaan)
- 1924 Deux petites Choses (is verloren gegaan)
- 1924 Cinéma, muziek voor de film van René Clair «Entr'acte»

### Religieuze muziek
- 1894 Messe de la foi, voor orgel
- 1895 Messe des Pauvres, voor gemengd koor en orgel

### Muziektheater

#### Opera's
| Voltooid in | titel                                                                | aktes   | première                                        | libretto                                                                       |
| ----------- | -------------------------------------------------------------------- | ------- | ----------------------------------------------- | ------------------------------------------------------------------------------ |
| 1899-1900   | Geneviève de Brabant                                                 | 3 aktes | 13 april 1983, Venetië, Teatro La Fenice        | José-Patricio Contamine de Latour                                              |
| 1920-1923   | Paul et Virginie                                                     | 3 aktes |                                                 | Jean Cocteau en Raimond Radiguet, naar Jacques Henri Bernardin de Saint-Pierre |
| 1923        | Neuf scènes nouvelles tot «Le Médecon malgré lui» van Charles Gounod | 3 aktes | 5 januari 1924, Monte Carlo, Monte Carlo Casino | Jules Barbier en Michel Carré, naar Molière                                    |

#### Operettes
| Voltooid in | titel          | aktes  | première                                 | libretto                        |
| ----------- | -------------- | ------ | ---------------------------------------- | ------------------------------- |
| 1904-1906   | Pousse l'amour | 1 akte | 22 november 1907, Parijs, Comédie-Royale | Maurice de Féraudy en Jean Kolb |

#### Balletten
| Voltooid in | titel                | aktes       | première                                            | libretto                                                    | choreografie |
| ----------- | -------------------- | ----------- | --------------------------------------------------- | ----------------------------------------------------------- | ------------ |
| 1892        | Uspud                | 3 aktes     | 9 mei 1979, Parijs, Opéra-Comique                   | José-Patricio Contamine de Latour en de componist           |              |
| 1913        | Les Pantins dansent  |             | 18 december 1913, Parijs, Salle Léon-Poirier        | Valentine de Saint-Point                                    |              |
| 1916-1917   | Parade               |             | 18 mei 1917, Parijs, Théâtre du Châtelet            | Jean Cocteau, Pablo Picasso en Léonide Massine              |              |
| 1924        | Mercure              | 3 taferelen | 15 juni 1924, Parijs, La Cigale                     | Comte Etienne de Beaumont, Pablo Picasso en Léonide Massine |              |
| 1924        | Relâche              |             | 4 december 1924, Parijs, Théâtre des Champs-Élysées | Francis Picabia en Jean Börlin                              |              |
| 1920        | La Belle Excentrique |             | 14 juni 1921, Parijs, Théâtre du Colisée            | van de componist                                            |              |

#### Schouwspel
- 1891 Le Prince de Byzance, drame romanesque van Joséphin Péladan, Salut drapeau voor zangstem en piano
- 1892 Le Fils des étoiles, pastorale kaldéene van Joséphin Péladan in 3 aktes (onvoltooid)
- 1899 Jack in the Box, pantomime in 2 aktes van Jules Dépaquit 3 stukken voor piano -
- 1915 Le Songe d'une nuit d'été, Cinq Grimaces voor orkest naar William Shakespeare, bewerkt van Jean Cocteau - première: 17 mei 1926, Parijs, Théâtre des Champs Elysées
- 1923 Statue retrouvée, divertissement voor trompet en orgel van Jean Cocteau, Pablo Picasso en Léonide Massine - première: 30 mei 1923, Parijs, 2 rue Duroc

#### Andere toneelwerken
- 1891 Leit-motiv du "Panthée", eenstemmig voor het schouwspel «Le Panthée», naar de roman van Joséphan Péladan
- 1892 Le Nazaréen, drama in 3 aktes, Deux Préludes du Nazaréen, voor piano - tekst: Henri Mazel
- 1892 Le Fils des étoiles, pastorale kaldéene in 3 aktes, drie voorspelen voor de aktes "thème décoratif" voor piano - première: 19 maart 1892, Parijs, Galérie Durand-Ruel
- 1894 Le Fils des Étoiles, ouverture voor piano voor het gelijknamige toneelstuk van Joséphin Péladan - (in 1919 door Maurice Ravel georkestreerd).
- 1894 La Porte héroïque du ciel, drama in 1 akte van Jules Bois, prélude voor piano - première: 29 mei 1894, Parijs
- 1900 La Mort de Monsieur Mouche, schouwspel in 3 aktes van José-Patricio Contamine de Latour (is verloren gegaan) - prélude voor piano
- 1913 Le Piège de Méduse, komedie in 1 aktes van de componist - Toutes Petites Danses voor piano (in 1921 bewerkt voor klein ensemble) - première: 24 mei 1921, Parijs, Théâtre Michel
- 1920 Ruffian toujours, truand jamais, komedie in 3 aktes van Max Jacob - Musique d'ameublement Zwischenaktmusik voor piano 4-handig, 3 klarinetten en trombone
  1. Chez un bistrot
  2. Un salon

### Vocale muziek
- 1887 Elégie, voor zangstem en piano
- 1887 Trois Mélodies, voor zangstem en piano
- 1887 Chanson, voor zangstem en piano
- 1891 Salut Drapeau!, voor zangstem en piano
- 1899 Le Veuf, voor zangstem en piano
- 1899 Un Dîner à l'Elysée, voor zangstem en piano
- 1907 Rambouillet, voor zangstem en piano
- 1907 Les Oiseaux, voor zangstem en piano
- 1907 Marienbad, voor zangstem en piano
- 1907 Psitt! Psitt!, voor zangstem en piano

### Kamermuziek
- 1891 Le Fils des étoiles, voor dwarsfluiten en harpen
- 1891 Trois Sonneries de la Rose+Croix, voor trompetten en harpen
- 1914 Choses vues à droite et à gauche, voor viool en piano
- 1917 "Embarquement pour Cythère'", voor viool en piano
- 1919 Marche de Cocagne, voor twee trompetten
- 1923 Divertissement La Statue retrouvée, voor trompet en orgel

### Werken voor piano
- 1886 Ogives I, II, III, IV
- 1888 Trois Gymnopédies
- 1890 Trois Gnossiennes - (Gnossiennes 4 t/m 6 werden postuum gepubliceerd in 1968)
- 1891 Première Pensée Rose+Croix
- 1903 Trois morceaux en forme de poire
- 1913 Descriptions Automatiques
- 1914 Sports et divertissements, 20 pianostukken
- 1917 Sonatine bureaucratique
- 1919 Nocturnes I, II, III, IV, V

### Filmmuziek
- 1924 Entr'acte